# Vuko Borozan
Vuko Borozan (Cetiña, 9 de abril de 1994) es un jugador de balonmano montenegrino que juega de lateral izquierdo en el RK Vardar. Es internacional con la selección de balonmano de Montenegro.
Con la selección disputó el Campeonato Europeo de Balonmano Masculino de 2016.

## Palmarés

### Vardar
- Liga de Macedonia de balonmano (3): 2017, 2018, 2019
- Copa de Macedonia de balonmano (2): 2017, 2018
- Liga SEHA (3): 2017, 2018, 2019
- Liga de Campeones de la EHF (2): 2017, 2019

### Veszprém
- Liga SEHA (2): 2020, 2021
- Copa de Hungría de balonmano (1): 2021

## Clubes
- HRK Karlovac (2012-2014)
- RK Metalurg (2014)
- TuS Nettelstedt-Lübbecke (2014-2016)
- RK Vardar (2016-2019)[3]
- MKB Veszprém (2019-2021)
- Al Arabi SC (2021-2022)
- RK Lovćen (2023)
- Al-Hada (2024)[4]
- RK Vardar (2024- )